# Frédéric-Auguste Quesnel
Pour les articles homonymes, voir Quesnel.
 (novembre 2015).
Le contenu est difficilement compréhensible vu les erreurs de traduction, qui sont peut-être dues à l'utilisation d'un logiciel de traduction automatique.
Frédéric-Auguste Quesnel (né le 4 février 1785 et décédé le 28 juillet 1866), député, Ordre du Croissant, était un avocat Canadien, homme d'affaires et politicien. 

### Origines
Quesnel est né à Montréal en 1785 dans une famille canadienne de noblesse bien connue dans la société. Il est le fils aîné de Joseph Quesnel, marchand, poète et musicien et de Marie-Josephte Deslandes, belle-fille de Maurice-Régis Blondeau, marchand. Il provient d'une famille de treize enfants dont plus de la moitié sont décédés en bas âge. Parmi les membres de sa famille on compte son frère l'honorable Jules-Maurice Quesnel, un membre du Beaver Club, et sa sœur Mélanie mariée à Côme-Séraphin Cherrier, avocat réputé. Le 20 janvier 1813, il se marie avec Marguerite Denaud à Boucherville, fille du capitaine Joachim Denaud,. Ils ont eu cinq enfants : Pierre-Auguste-Adolph, Jules, Marie-Henriette, Louise-Josephte, Anne-Hélène.

### Études et carrière politique
Comme tous ses frères, il s'instruit au Collège Saint-Raphaël de 1796 à 1803. Par la suite, il fait son stage dans le cabinet de Stephen Sewell. Il parle le français et l'anglais couramment.
Il a occupé un certain nombre de bureaux publics et en politique, il était un modéré qui a représenté Chambly dans l'Assemblée législative du Bas-Canada (1820-1834) ; et Montmorency dans l'Assemblée législative de la Province du Canada (1848-1866 1841-1844). De 1837 à 1841, il siégea au Conseil exécutif du Bas-Canada. Condamné par le Parti patriote comme un vendu dans la Rébellion de 1837, en 1860 il a été élu Président de la Société Saint-Jean-Baptiste de Montréal. En 1859, il a été élu Président de la Banque du Peuple et ses réalisations en commerce et en finances ont servi à montrer qu'un Canadiens français pouvait faire fortune dans l'entreprise.
Son domicile, Le Manoir du Souvenir (maintenant en ruine) a été une des premières successions du Mille carré doré.
Frédéric-Auguste Quesnel décède à l'âge de 81 le 28 juillet 1866 et est inhumé le 1er août suivant. Plusieurs personnalités auraient assisté à ses funérailles, dont le maire et le shérif de Montréal de l'époque.